# Bisayas Occidentales
Las Bisayas Occidentales (en filipino: Kanlurang Kabisayaan; en ilongo: Katundang Kabisay-an) son una de las regiones de Filipinas, designada como la región VI. Ocupa una superficie de 35 351,3 km² en la parte occidental de las islas Bisayas y tiene una población de 5 193 889 habitantes. Consta de siete provincias:
- Aclan
- Antique
- Cápiz
- Guimarás
- Iloílo
- Negros Occidental

Aunque se hablan distintas lenguas, la lengua más difundida es el hiligaynon, que actúa como lingua franca en la región. La ciudad de Iloílo es el centro administrativo de la región.
- Datos: Q13665
- Multimedia: Western Visayas / Q13665